# Pe urmele misterelor
Pe urmele misterelor (în engleză Hooten & the Lady) este un serial de televiziune britanic de aventuri din 2017. Acesta urmărește povestea a doi parteneri de vânători de comori, angajata Muzeului Britanic Lady Alexandra (Ophelia Lovibond), care face echipă cu carismaticul aventurier american Hooten (Michael Landes) într-o serie de aventuri de-a lungul globului. A avut premiera pe Sky 1 pe 16 septembrie 2016 și a fost difuzat până la 4 noiembrie 2016. Serialul a avut premiera pe The CW în Statele Unite la 13 iulie 2017. Acesta a fost anulat de Sky 1 după un sezon de opt episoade în august 2017.

## Prezentare
Călătorind împreună întreaga lume, Ulysses Hooten și Lady Alexandra Lindo-Parker, doi parteneri care nu doresc inițial să facă echipă, caută răspunsuri la unele dintre cele mai mari mistere ale lumii. De la pădurea amazoniană în căutarea taberei de mult timp pierdută a lui Percy Fawcett, până la vânătoarea din Rusia a celui de-al 51-lea ou Fabergé, cei doi explorează lumea mitologiilor și a legendelor. Ei călătoresc în înzăpeziții Munți Himalaya, în încercarea de a găsi singurul sul scris de Buddha, în catacombele Romei pentru a găsi Libri Sibyllini și spre Alexandria, Egipt în căutarea mormântului pierdut al lui Alexandru cel Mare.

## Personaje

### Principale
- Michael Landes ca Ulysses Hooten
- Ophelia Lovibond ca Lady Alexandra Lindo-Parker
- Jessica Hynes ca Ella Bond
- Shaun Parkes - Clive Stephenson

### Secundare
- Jane Seymour ca Lady Lindo-Parker, mama Alexandrei (din episodul 2)
- Jonathan Bailey ca Edward, logodnicul Alexandrei (din episodul 3)
- Vincent Regan - Kane (episodul 7)

## Episoade
| Nr. | Titlu           | Regizat de        | Scris de        | Data difuzării     | UK telespectatori (milioane) |
| --- | --------------- | ----------------- | --------------- | ------------------ | ---------------------------- |
| 1 | „The Amazon”    | Colin Teague      | Tony Jordan     | 16 septembrie 2016 | 1.20                         |
| Lady Alex Lindo-Parker călătorește spre Amazon în căutarea taberei pierdute a exploratorului victorian Percy Fawcett. O serie de neplăceri o fac să se alăture aventurierului american Hooten, împreună dau peste El Dorado.                                   |                 |                   |                 |                    |                              |
| 2 | „Rome”          | Colin Teague      | James Payne     | 23 septembrie 2016 | 0.80                         |
| Hooten îi cere lui Lady Alex să-l ajute să găsească Cărțile Sibylline de mult timp pierdute, o colecție de profeții mistice. În Roma, Lady Alex escaladează Capela Sixtină, luptă cu un aligator de canalizare și înfruntă Mafia.                              |                 |                   |                 |                    |                              |
| 3 | „Egypt”         | Justin Molotnikov | Richard Zajdlic | 30 septembrie 2016 | 0.62                         |
| Când Alex călătorește în Egipt, face din nou echipă cu Hooten, de această dată pentru a încerca să găsească mormântul de mult pierdut al lui Alexandru cel Mare, dar cei doi descoperă curând că unii localnici fără scrupule sunt pe urmele lor.              |                 |                   |                 |                    |                              |
| 4 | „Bhutan”        | Justin Molotnikov | Jeff Povey      | 7 octombrie 2016   | 0.71                         |
| Alex găsește indicii către un sul vechi despre care se presupune că a fost scris de Buddha însuși. Ea îl încurajează pe Hooten să meargă cu ea în regatul Bhutan din Himalaya pentru a-l găsi, dar sfârșesc să lupte contratimp pentru a-și salva viața.       |                 |                   |                 |                    |                              |
| 5 | „Ethiopia”      | Andy Hay          | Karla Crome     | 14 octombrie 2016  | 0.50                         |
| Când Ella este răpită în Etiopia, Lady Alex și Hooten se îndreaptă spre Africa, unde trebuie să lupte cu bandiți care caută comoara reginei din Seba. |                 |                   |                 |                    |                              |
| 6 | „Moscow”        | Julian Holmes     | Sarah Phelps    | 21 octombrie 2016  | 0.65                         |
| Alex pleacă la Moscova pentru a-l ajuta pe Hooten să caute un ou Fabergé pierdut în Revoluția din Octombrie și se confruntă cu inamica ei de la universitate, care acum lucrează pentru un colecționar de pe piața neagră.                                     |                 |                   |                 |                    |                              |
| 7 | „Cambodia”      | Daniel O'Hara     | Richard Zajdlic | 28 octombrie 2016  | 0.71                         |
| Alex și Hooten încearcă să găsească prețioasa bijuterie Cintamani din Cambodgia, dar atrag atenția unor traficanți de droguri vietnamezi. Hooten îl înfruntă pe Kane a cărui soție a fugit mai demult cu Hooten, iar Kane a ucis-o.                            |                 |                   |                 |                    |                              |
| 8 | „The Caribbean” | Daniel O'Hara     | Tony Jordan     | 4 noiembrie 2016   | 0.81                         |
| Alex își pune nunta în pericol atunci când îl urmărește pe Hooten spre o insulă idilică din Caraibe pentru a căuta comoara piraților, de mult timp pierdută, ascunsă de căpitanul Henry Morgan. În cele din urmă, Alex se căsătorește cu logodnicul ei Edward. |                 |                   |                 |                    |                              |

## Primire
Serialul a fost bine primit de criticii de film și a avut recenzii pozitive. Sam Wollaston de la The Guardian a comparat serialul cu Indiana Jones. Louisa Mellor de la Den of Geek a descris serialul drept „o mare distracție” și „plăcut [din punct de vedere] retro”. Latoya Ferguson de la Variety a descris serialul drept „previzibil”, dar i-a lăudat dezvoltarea narațiunii, iar lipsa implicării romantice între cei doi a considerat-o „revigorantă”.

### Ratinguri SUA
The CW a transmis seria în vara anului 2017.
Sezonul 1
| Titlu           | Premiera           | Rating (A18–49) | Telespectatori SUA (milioane) |
| --------------- | ------------------ | --------------- | ----------------------------- |
| "The Amazon"    | 13 iulie 2017      | 0,2/1           | 0,919                         |
| "Rome"          | 20 iulie 2017      | 0,2/1           | 0,881                         |
| "Egypt"         | 27 iulie 2017      | 0,2/1           | 0,91                          |
| "Bhutan"        | 31 iulie 2017      | 0,2/1           | 0,907                         |
| "Ethiopia"      | 7 august 2017      | 0,2/1           | 1,023                         |
| "Moscow"        | 14 august 2017     | 0,2/1           | 0,922                         |
| "Cambodia"      | 28 august 2017     | 0,2/1           | 0,999                         |
| "The Caribbean" | 11 septembrie 2017 | 0,2/1           | 0,92                          |

## Legături externe
- Hooten & the Lady la Internet Movie Database

## Vezi și
- Vânătoarea de comori, un serial asemănător